# 松田幸起
松田 幸起（まつだ こうき、1982年4月1日 - ）は、日本の俳優、ものまねタレント。元お笑い芸人。
2018年12月31日までの旧芸名は流コウキ（ながれ コウキ）。
福岡県北九州市出身。

## 略歴・人物
れいめい高等学校、東京農業大学卒業。大学生時代は野球部に所属。大学2年生の頃までは大学卒業後も野球を続けたいと思っていたが、練習試合で東京ガスと対戦した時、相手投手だった内海哲也のチェンジアップを生で見た時に、とんでもない球だと思って「これは無理だな」と思い、その後野球の道を断念する。
大学卒業後はふらふらしたような生活をしていたが、草野球を一緒にやっていたプリンプリンのうな加藤に仕事の紹介を頼んだところ、ショーパブ勤務を始める。最初はキッチン担当だったが、ショーパブで売れ出した芸人が辞めていった結果、ショーに出る人がいなくなって流に出番が回って来る。その後2007年に芸人デビュー。うなから、声が高いからとB'zの物真似を勧められたが、流自身はB'zをそれほど聴く方ではなかった。B'zの物真似をするようになってから、ものまねグランプリ（日本テレビ）で「B'z軍団」のメンバーとして出演もするようになる。
ネタは主に物真似で活動。自身の十八番の物真似は張本勲と藤原竜也だと話しており、中でも張本の物真似については「世界唯一張本勲芸人」を自称している。なお、藤原とは酒の席など私生活でも仲が良い。アルバイト先の東京・池袋の芸人、マジシャンらが多く勤務するバーでは、張本の扮装で接客したこともある。
うな加藤の草野球チームでは投手として所属、チームは2004年の「サンスポ野球大会」など4回優勝している。得意な球種はフォークボールとスライダー。林昌範や、高校の先輩である飯山裕志とプロ野球選手とも親交がある。
2019年1月1日から、本名の松田幸起に改名して俳優に転身することを発表。なお、ものまねタレントとしての活動は継続していく。
2020年7月からホリ、河口こうへい、メルヘン須長、沙羅、ジャッキーちゃんらが所属する『ホリプロコムものまね軍団』に追加メンバーで加入。
2023年12月31日に11年間所属したホリプロコムからの退所を発表した。
2024年2月14日に有限会社バイ・ザ・ウェイに所属する事を発表した。

## ものまねレパートリー
（）
| - 石橋貴明 - 藤原竜也 - 張本勲 - 浅野忠信 - 山田孝之 - 堤真一 - 窪塚洋介 - 桐谷健太 - 竹内涼真 - 井浦新 - 反町隆史 - IKKO - 武田鉄矢 - 宮迫博之 - 大竹一樹 - 富澤たけし - 高岸宏行 - 本並健治 - 稲葉浩志 - 布袋寅泰 - 吉幾三 - 鈴木雅之 | - 尾崎豊 - 桜井和寿 - 大橋卓弥 - 石井竜也 - 吉井和哉 - 宮沢和史 - 吉川晃司 - 堂本剛 - 織田裕二 - 小林幸子 - 中島美嘉 - 中孝介 - 奥田民生 - 氷室京介 - 槇原敬之 - 綾野剛 - 星野源 - 吉村洋文 他 |

## 出演

### テレビ
- 坂上忍の成長マン!!（テレビ朝日）- 2014年11月23日
- WADAIの王国（TBS）- 2014年12月18日
- スターが開店! 淳&ブラマヨのおしゃべり商店街（フジテレビ）- 2016年10月4日
- 新春さんま総選挙2017（TBS）- 2017年1月3日
- 東京オーディション(仮)（TOKYO MX）
- 珍種目No.1は誰だ!? ピラミッド・ダービー（TBS）- 2017年5月21日
- バクモン学園（テレビ朝日）- 2017年6月12日初出演
- ウチのガヤがすみません!（日本テレビ）- 2017年6月13日初出演
- ものまねグランプリ（日本テレビ）- 「B'z軍団」などで出演
- 激!今夜もドル箱（テレビ東京）- 2017年9月26日
- 有田P おもてなす（NHK） - 2021年4月10日

### ドラマ
- いつか、ヒーロー 第5話・第6話（2025年5月11日・18日、朝日放送テレビ・テレビ朝日） - 赤山武郎 役[12]

### 舞台
- "STRAYDOG" Produce「幸せになるために」（2024年7月11日 - 15日、新宿村LIVE / 8月24日・25日、in→dependent theatre）[13]